# Abell 520

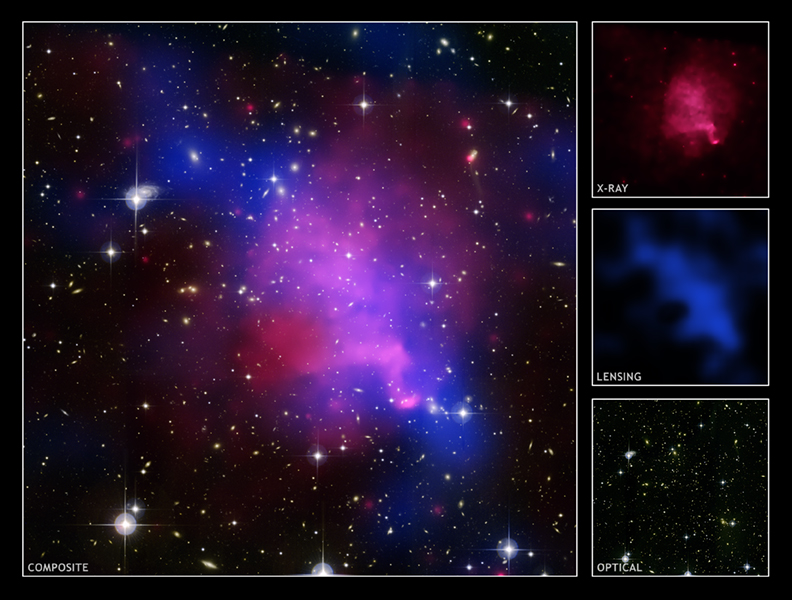
A520 fotografiada en rayos X, luz visible, y una masa inferida partir del débil efecto de lentes gravitacionales observado. Imagen de abril de 2007.

El cúmulo de galaxias Abell 520 es una estructura inusual que resultó de una fusión de galaxias mayor. Ha sido apodado popularmente como Cúmulo Choque de Trenes, debido a su estructura caótica. Está clasificado como un cúmulo de tipo III en la clasificación de Bautz-Morgan. Se encuentra a una distancia comóvil radial de 811 Mpc (2.645 × 109 al) y subtiende un ángulo de 25 minutos de arco en el cielo.
Este cúmulo en particular representa un gran problema para las teorías más aceptadas acerca de la materia oscura, así como también para la mayoría de las teorías alternativas de gravedad modificada, ya que su contenido de materia oscura no parece comportarse como se espera, como en otros cúmulos. Las galaxias del cúmulo y el contenido de gas intergaláctico se encuentran separados —como se esperaría, por ejemplo en el Cúmulo Bala—. Asimismo, este cúmulo parece tener tantas galaxias como gas intergaláctico, como se esperaría para un cúmulo de este tamaño. Sin embargo, Abell 520 tiene un núcleo que produce una lente gravitacional bastante grande —que es donde se piensa comúnmente que se encuentra la materia oscura— que parece estar desierto de galaxias u otra clase de materia normal. En las teorías más aceptadas acerca de la materia oscura se piensa que esta última debe estar siempre unida de forma cercana a las galaxias. Por otro lado, estas teorías también sostienen que únicamente el gas intergaláctico puede separarse libremente tanto de las galaxias como de la materia oscura durante las colisiones. Aquí, el núcleo de materia oscura parece tener poca o ninguna correlación con alguno de los otros componentes del cúmulo. Hasta ahora no se ha determinado cómo es que la materia oscura y las galaxias han sido separadas.
Un análisis posterior de los movimientos de 293 galaxias en el campo del cúmulo ha sugerido que Abell 520 es «un cúmulo formándose en el cruce de tres filamentos de estructura a gran escala. El filamento alineado con la línea de visión y proyectado hacia el centro del cúmulo formándose podría explicar el núcleo oscuro masivo aparente obtenido a partir del análisis del lente gravitacional». En otras palabras, el «núcleo» de materia oscura podría estar asociado con un filamento alineado en la dirección de observación y podría no estar en el centro del cúmulo.